# گاردونه ریویرا
جاردونه ریویرا (به ایتالیایی: Gardone Riviera) یک کومونه در ایتالیا است که در استان برشا واقع شده‌است.

## خصوصیات
جاردونه ریویرا ۲۰ کیلومترمربع مساحت و ۲٬۷۸۲ نفر جمعیت دارد.

## خواهرخوانده
شهرهای آرکاشون و پسکارا خواهرخوانده‌های جاردونه ریویرا هستند.